# Château de Saint-Didier-d'Allier
Le château est un édifice situé à Saint-Didier-d'Allier, en France.

## Localisation
Le château est situé sur le territoire de la commune de Saint-Didier-d'Allier, dans le département  de la Haute-Loire, en région Auvergne-Rhône-Alpes.

## Description
La disposition du château correspond à une maison forte de plan presque carré, flanquée d'une tourelle d'escalier demi hors-œuvre sur la façade nord. Un mur d'enceinte défend les côtés nord et ouest. Les ouvertures ont été percées essentiellement sur les façades nord et sud, probablement au XVIIIe siècle. La façade ouest a conservé sous la toiture un alignement de consoles à ressauts qui devaient supporter, à l'origine, un appareil défensif. L'entrée des caves se fait par un arc en tiers pont qui permet de dater ce niveau du XIIIe siècle. Le deuxième niveau de cave remonte à la période romane, comme l'indique le système de voûtement en plein cintre.
Au rez-de-chaussée, du côté de la salle à manger, un mur est garni d'une boiserie à panneaux dont la partie supérieure est ornée d'une frise peinte à motifs géométriques et floraux du XVIIe siècle. Le dessus de la porte donnant accès à la salle à manger est occupé par un panneau de boiserie encadrant une toile peinte représentant une scène de chasse. Dans la salle à manger, un lambris court sur toute la hauteur et deux dessus de portes sont occupés par des toiles peintes en camaïeu à décor paysager. L'aménagement de cette pièce, dans un style du XVIIe siècle, semble remonter au XIXe siècle et être l'oeuvre d'un artisan local. Le salon, aménagé au XVIIe siècle, comporte également des boiseries peintes et des dessus de porte garnis de toiles peintes polychromes. Au premier étage, la première chambre présente un plafond à solives orné au XVIIe siècle d'un décor peint. Le haut du mur possède une frise peinte.

## Historique
Le château est connu depuis 1256. L'édifice est dévasté au XIVe siècle par les troupes et reconstruit aussitôt. 
Il est inscrit au titre des monuments historiques par arrêté du 10 septembre 1990.

## Protection
Éléments protégés : le château avec son mur d'enceinte et le sol de la basse-cour, son pigeonnier et les éléments intérieurs suivants : au rez-de-chaussée, salle commune et son décor peint, salle à manger et salon avec leurs boiseries, trumeaux et cheminées ; au premier étage, lingerie avec ses boiseries, chambre à plafond et murs peints, deux chambres avec cheminées et boiseries ; tourelle d'escalier avec son belvédère à plafond peint.

## Galerie

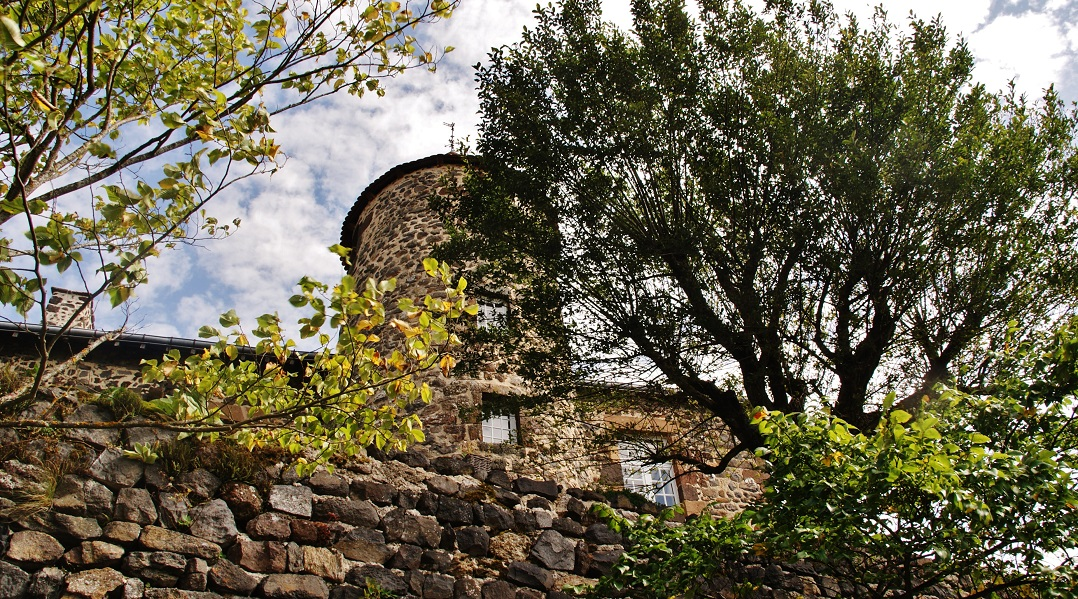
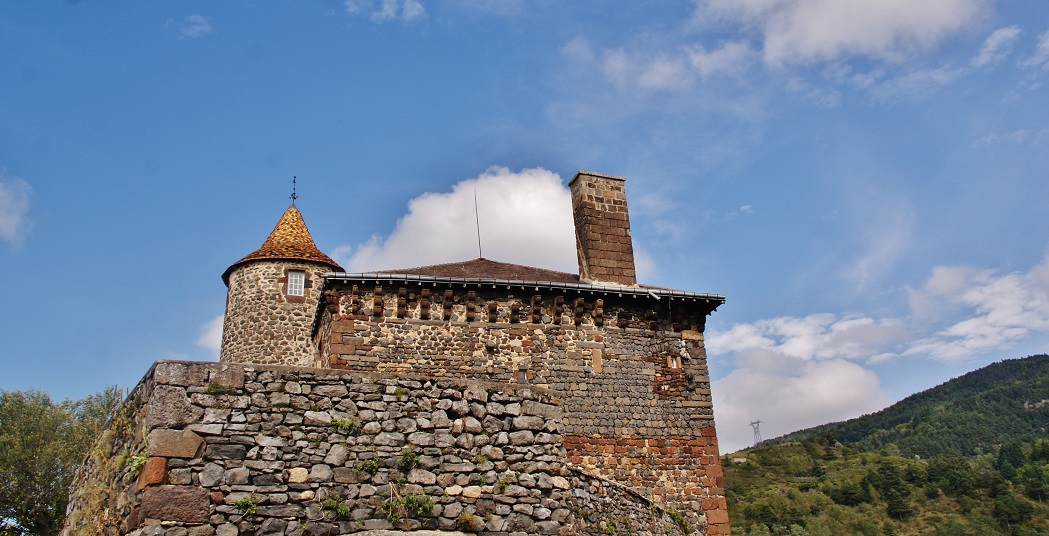